# تايلر ويلسون (لاعب كرة قدم أمريكية)
تايلر ويلسون (بالإنجليزية: Tyler Wilson)‏ هو لاعب كرة قدم أمريكية أمريكي، ولد في 16 أغسطس 1989 في فورت سميث في الولايات المتحدة.

## وصلات خارجية
- تايلر ويلسون على موقع مرجع كرة القدم المحترفة.كوم (الإنجليزية)